# Brassaiopsis hainla
Brassaiopsis hainla là một loài thực vật có hoa trong Họ Cuồng cuồng. Loài này được (Buch.-Ham.) Seem. mô tả khoa học đầu tiên năm 1864.